# Римський міжнародний кінофестиваль
Римський міжнародний кінофестиваль (італ. Festa Internazionale di Roma) — кінофестиваль, який відбувається щорічно у жовтні у Римі, Італія. Вперше фестиваль відбувся у 2006 році. Спочатку фестиваль хотіли назвати «святом» замість звичайного «кінофестиваль», щоб підкреслити радість мешканців міста, у зв'язку з проведенням цієї події. З 2008 року фестиваль має теперішню назву.
Вже починаючи з II Римського міжнародного кінофестивалю в нього були вкладені значні інвестиції, що дало поштовх для розвитку. Все це сприяло тому, що Римський кінофестиваль став одним з найбільших у світі. Участь у фестивалі беруть всесвітньо відомі зірки кінематографу.

## Секції
Офіційна програма Римського міжнародного кінофестивалю поділена на п'ять основних секцій.

### Прем'єра
Тут презентують фільми, які вперше виходять на великий екран і є довгоочікуваними.

### Акторська робота
Відзначають роботу акторів.

### Аліса в місті
Презентація фільмів для дітей. Секція поділяється на підсекції:
- Фільми для дітей до 12 років.
- Фільми для дітей старших за 12 років.

### Нова кіномережа
У цій секції презентують свої фільми молоді кінорежисери.

## Нагороди
Нагородою Римського міжнародного кінофестивалю є срібна статуетка, яка зображує статую Марка Аврелія роботи Мікеланджело, що стоїть на Капітолійській площі. Статуетка виготовлена відомим італійським ювеліром Булгарі. Нагороджують найкращий фільм, найкращу жіночу і чоловічі ролі.

## Переможці

### 2006 рік
- Найкращий фільм — Зображуючи жертву (Росія)
- Найкращий актор — Джорджио Коланджелі (Італія)
- Найкраща акторка — Аріана Аскарид (Франція)
- Спеціальний приз журі — Це Англія (Велика Британія)
- Приз IMAE — Шон Коннері (Велика Британія)

### 2007 рік
- Найкращий фільм — Джуно (США)
- Найкращий актор — Раде Сербеджія (Сербія)
- Найкраща акторка — Цзян Веньлі (Китай)
- Спеціальний приз журі — Хафез (Іран, Японія)
- Приз IMAE — Софі Лорен (Італія)

## Журі
Журі складається з голови (як правило відомий кінорежисер) і 50 членів журі. На відміну від більшості кінофестивалів журі Римського кінофестивалю складається не з професіоналів.